# Buddy MacKay
Kenneth Hood "Buddy" MacKay Jr. (Ocala, 22 marzo 1933 – Ocala, 31 dicembre 2024) è stato un politico statunitense.

## Biografia
Fu il 42º governatore della Florida dal 1998 al 1999, per sole tre settimane, dopo la morte del governatore Lawton Chiles, avvenuta il 12 dicembre 1998, del quale fu vicegovernatore.